# 召存信

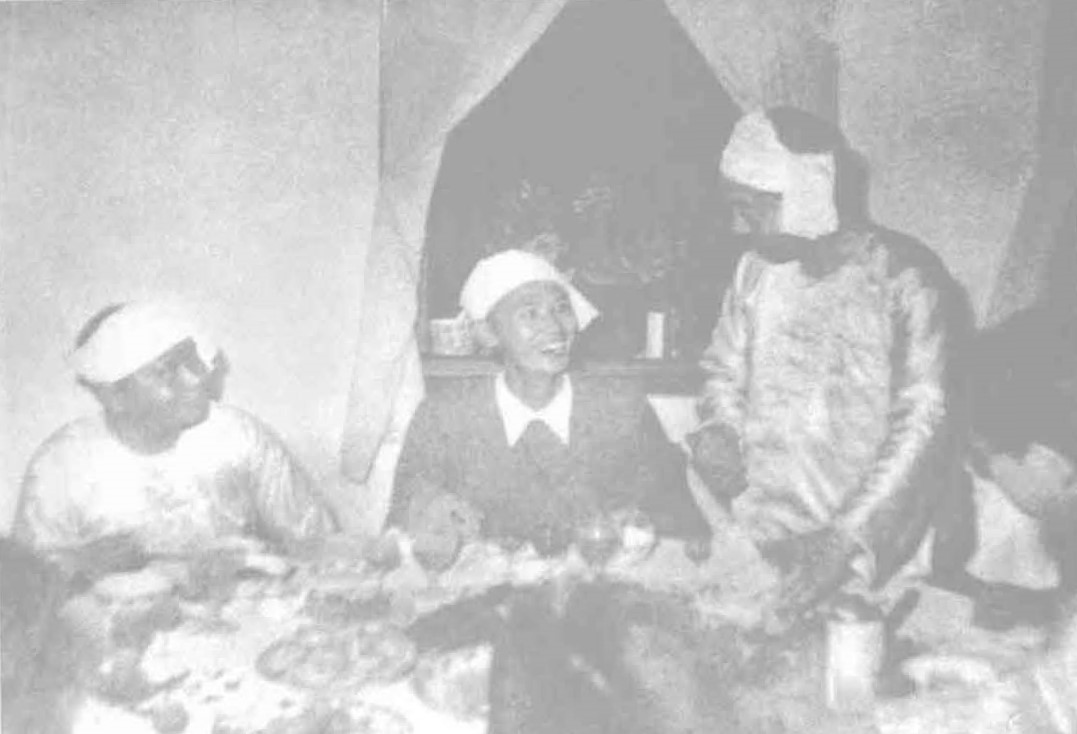
1961年4月13日，中国总理周恩来（右）陪同缅甸总理吴努（左）到西双版纳景洪参加泼水节，召存信（中）设宴欢迎

召存信（1928年3月—2015年1月23日），傣族名召孟翁罕（Chao Tsengha），傣族，云南江城人，西双版纳土司，西双版纳傣族自治州首任州长，被当地人称为“老州长”。

## 生平

### 早年经历
1928年3月，召存信生于云南省江城县整董镇一个傣泐土司家庭，母亲是勐捧土司之女。傣泐人属于傣族支系，世代生活在西双版纳。傣泐人没有姓氏，贵族在名字前加“刀”或者“召”以显示身份。“刀”或“召”的本义是“王”。召存信幼年在云南省立江城小学学习，会傣语和汉语。
第二次世界大战爆发后，暹罗（今泰国）表示中立，实则同日本合作。日军进攻华东、华北时，驻暹罗的日军同时北征。西双版纳遭到日军飞机轰炸，与日军合作的暹罗军队还打到中国与缅甸边境的打洛江畔。当时西双版纳的统治者召片领是刀栋梁，他主张抗日，对召存信很器重。1943年，刀栋梁指派召存信到勐捧组建抗日自卫中队并任中队长。
召存信一到勐捧就到迅速组织抗日自卫队，10天内召集了140多名热血青年。日军每次轰炸过后，召存信就立即带领抗日自卫队灭火救人，颇得赞誉。召存信年轻有为，深得外祖父勐捧土司的喜爱和信任。勐捧土司还亲自向召片领上奏对其褒奖。年轻的召存信在勐捧的勤力工作得到土司、头人、民众的一致赞许和肯定。勐捧土司无子，去世前特别请求召片领批准召存信为勐捧土司继承人。
1945年，召存信正式即位勐捧土司，此后人称“召勐捧”。同年，经家人安排及召片领关照，召存信和出身召片领姻亲的刀美英结婚。后来召片领刀栋梁逝世后，由侄子刀世勋继承，刀世勋和刀美英是表兄妹。
召存信任勐捧土司时，关注民生。当时，勐捧民众负担的捐税很沉重，除了土司、头人的税捐，还有中华民国政府的杂税捐。召存信要求包括自己的土司税捐在内的各类税捐一律减半。这遭到下属头人及中华民国政府抵制。一位勐捧头人甚至勾结国军包围了土司府。幸而有人提前报信，召存信夫妇逃脱。
事后，召片领刀栋梁调停，将召存信调往召片领的统治中心车里宣慰使司驻地车里（今景洪）。在车里，召片领任命召存信为车里宣慰使司署议事庭庭长（相当于首相），食邑为景哈。此后，召存信又被称作“召景哈”。但是，中华民国车里县政府依仗驻军，不断来车里宣慰使司摊派租税、抓丁。召存信为此抗争，还曾被车里县政府投入监狱。
第二次世界大战结束后，召存信结识了普洱人鲁文聪，鲁文聪的妻子为南甸傣族土司之妹。召存信与鲁文聪决定各自建立军事力量。召存信变卖家产，建立了车里民族自卫预备大队。1949年，正值第二次国共内战末期，鲁文聪的队伍趁着时局混乱接管了车里、佛海、南峤三县的政权，建立县革命委员会，召存信任车里县革命委员会副主任。

### 中华人民共和国成立之初
1949年5月，鲁文聪和召存信主动到普洱联络中国共产党。到普洱后，召存信联络到中国共产党组织，1949年7月被留在云南普洱军政干部学校第二期学习班学习，后来被中国共产党组织派回西双版纳工作。1949年10月，召存信回到车里，组建车里县民族自卫大队并任大队长。1949年底，召存信率车里民族自卫预备大队与国军93师“在乡军人”战斗。
1950年2月，中国人民解放军部队追击国军残军，进抵橄榄坝澜沧江北岸。召存信率20余位少数民族头人前往联络，主动要求中国人民解放军渡江解放西双版纳。2月的一天黎明，召存信率车里民族自卫预备大队参加战斗，配合中国人民解放军38师趁雾渡江。召存信还为中国人民解放军38师组织了竹筏、物资及翻译。数日后，西双版纳全境解放。
1950年秋，召存信受中华人民共和国中央人民政府邀请，到北京参加中华人民共和国国庆一周年观礼。9月30日，召存信等少数民族代表应邀来到中南海怀仁堂，获毛泽东接见。数日后，毛泽东再次接见少数民族代表，召存信和刀世勋等人代表西双版纳傣族向毛泽东晋献了金伞（象征权力）、贝叶经（象征智慧）等礼物。
1950年12月下旬，召存信等人回到西双版纳。当时，云南边境局势仍不稳定。普洱地区召开了第一届兄弟民族代表大会。会议最后一天，1951年1月1日，按照当地结盟习惯，各民族代表剽牛盟誓，签署了《民族团结誓词》。召存信第一个在誓词上签字，用老傣文签签署了“召景哈”。此后召存信历任车里县副县长、县长，西南军政委员会民族事务委员会委员，普洱地区第一副专员，西双版纳傣族自治区筹委会副主任。

### 自治州州长

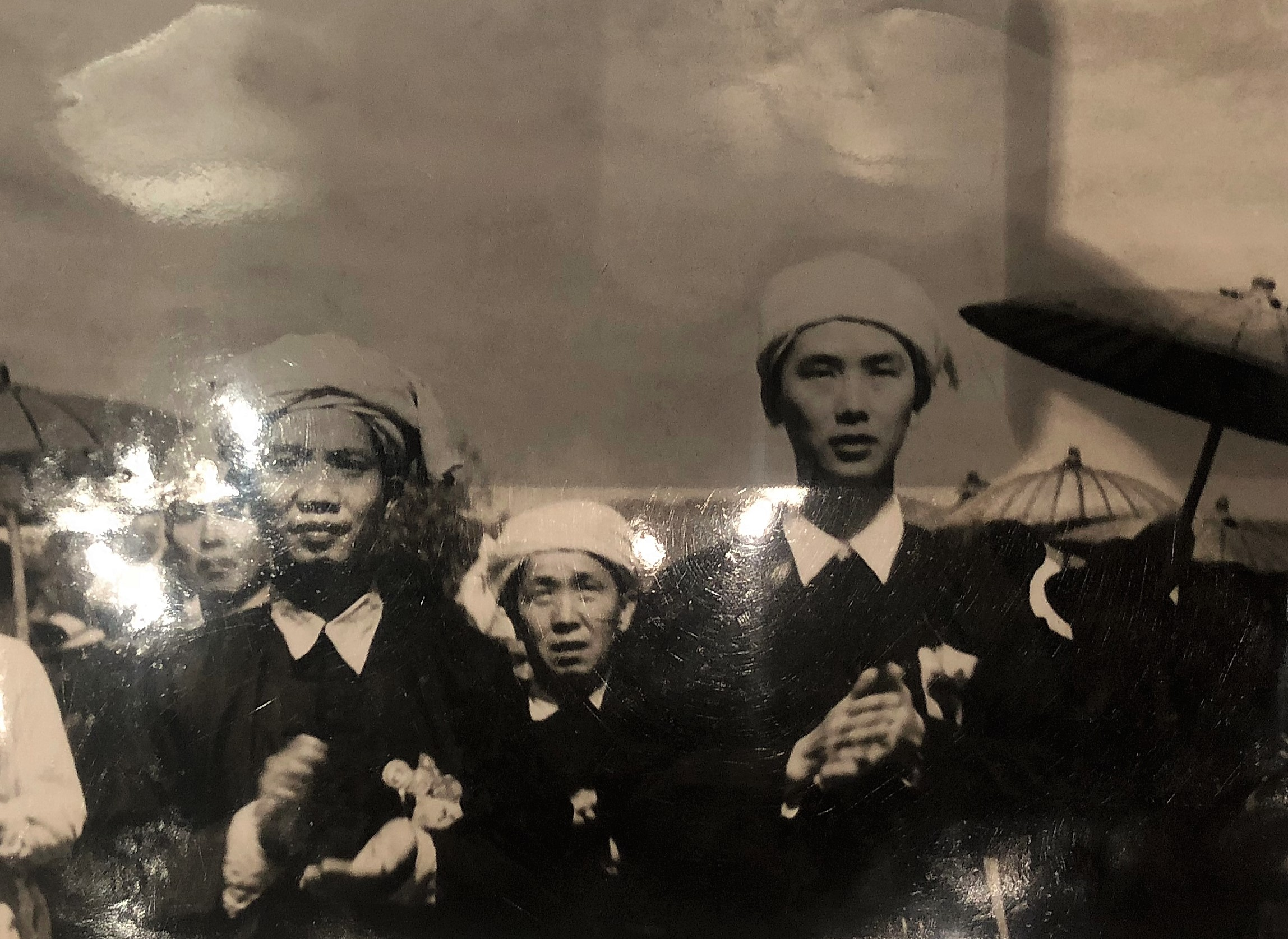
就职后的自治区主席召存信（右）、副主席刀有良（左）、副主席刀承忠（后中）在成立大会会场。

1953年1月23日，西双版纳傣族自治区成立，召存信当选为主席。1955年6月，改设西双版纳傣族自治州，召存信当选为州长。他还历西双版纳傣族自治州政协主席，西双版纳傣族自治州革委会副主任，中共西双版纳傣族自治州委常委、西双版纳傣族自治州州长。1954年，当选第一届全国人民代表大会代表1957年1月，召存信加入中国共产党。文化大革命中，召存信遭到批斗，被关进牛棚，幸而获得周恩来亲自点名“解放”。
1953年1月，西双版纳傣族自治区成立时，他将民族自卫队的300多支枪全部上交人民政府，并且在大会上宣布放弃剥削、放弃“召景哈”的职务。1953年9月，成立西双版纳傣族自治区特种林木试验场并任场长。1956年，推动“和平协商土地改革”，为开展土地改革、消灭封建领主土地制度起到重要作用。1964年，亲自组织修建西双版纳第一座澜沧江大桥。
1982年至1992年，召存信在其最后两任州长任期内，为西双版纳建设了茶厂、糖厂、水泥厂、水电站、公路、机场，扩大了西双版纳在海内外的知名度。他为西双版纳机场的修建投入了很大精力，使西双版纳成为云南省最早通航的地州之一。退休后，召存信和妻子致力于西双版纳地方史及傣族文化整理工作。
他是第一至七届全国人民代表大会代表，第八届、九届全国政协常委。1997年8月，享受副省级待遇。

### 逝世
2015年1月23日，正值西双版纳傣族自治州成立62周年纪念日，召存信逝世。西双版纳各族人士自发到殡仪馆送行。